# FC Porto (baloncesto)
El Futebol Clube do Porto es un equipo de baloncesto portugués con sede en la ciudad de Oporto, que compite en la LPB, la máxima categoría del baloncesto portugués y en la tercera competición europea, la FIBA European Cup. Es la sección de baloncesto del F.C. Porto. Disputa sus partidos en el Dragão Caixa, con capacidad para 2200 espectadores.

## Historia
A pesar de que el club se fundó en 1893, el baloncesto no llegó al mismo hasta 1926, siendo el primero que se fundó en el país. No fue hasta 1950 cuando ascendieron a la primera división portuguesa, ganando su primer título 2 años después.
Desde entonces ha conseguido 12 títulos, el último de ellos en 2016, derrotando en la final al SL Benfica por 3-1.
En 2012, el equipo se suspendió después de perder el título de liga ante el Benfica en el último partido de la final de los playoffs en el Dragão Caixa, pero se volvió la siguiente temporada en la tercera división con el nombre de Dragon Force. El equipo consiguió el ascenso en la temporada 2013-14 a la Proliga, ganando en la final contra Illiabum. Después de haber ganado el derecho a competir en la Liga Portuguesa de Basquetebol (LPB), el club decidió permanecer en la Proliga en la temporada 2014-15. El equipo defendió su título Proliga sin concender ninguna derrota y ascendió de nuevo a la LPB, donde competirá de nuevo como el FC Porto.
El Oporto es el segundo equipo más exitoso en la historia del baloncesto portugués tras el SL Benfica, después de haber ganado doce campeonatos ligueros, catorce copas de Portugal, siete supercopas portuguesas, ocho copas de la liga, y un trofeo António Pratas.

## Posiciones en liga
- 2008 - (2)
- 2009 - (8)
- 2010 - (3)
- 2011 - (1) (Campeón)
- 2012 - (1)
- 2014 - (1-Proliga)
- 2015 - (1-Proliga)
- 2016 - (2-LPB) (Campeón)
- 2017 - (1)
- 2018 - (3)
- 2019 - (3)
- 2020 - (3)
- 2021 - (2)
- 2022 - (2)

## Palmarés
- Liga de Portugal: 12

1951/52, 1952/53, 1971/72, 1978/79, 1979/80, 1982/83, 1995/96, 1996/97, 1998/99, 2003/04, 2010/11, 2015/16
- - Subcampeón Liga de Portugal: 12

1986/87, 1994/95, 1999/00, 2006/07, 2007/08, 2009/10, 2011/12, 2016/17, 2017/18, 2020/21, 2021/22, 2023/24
- Copa de Portugal: 16

1978/79, 1985/86, 1986/87, 1987/88, 1990/91, 1996/97, 1998/99, 1999/00, 2003/04, 2005/05, 2006/07, 2009/10, 2011/12, 2018/19, 2023/24, 2024/25
- - Subcampeón Copa de Portugal: 8

1970/71, 1972/73, 1975/1976, 1976/77, 1980/81, 1994/95, 2007/08, 2019/20
- Supercopa de Portugal: 8

1986, 1997, 1999, 2004, 2011, 2016, 2019, 2024
- - Subcampeón Supercopa de Portugal: 7

1991, 1995, 1996, 2000, 2006, 2007, 2010
- Copa de la Liga: 8

1999/00, 2001/2002, 2003/04, 2007/08, 2009/10, 2011/12, 2015/16, 2020/21
- - Subcampeón Copa de la Liga: 5

1998/99, 2004/05, 2010/11, 2016/17, 2023/24
- Torneo de Campeones de Portugal: 1

2005
- - Subcampeón Torneo de Campeones de Portugal: 1

2002
- Troféu António Pratas: 1

2010
- - Subcampeón Troféu António Pratas: 1

2010/11
- Troféu António Pratas (Proliga): 1

2014 (como Dragon Force)
- - Subcampeón Troféu António Pratas (Proliga): 1

2013 (como Dragon Force)
- Proliga (como Dragon Force): 2

2013–14, 2014–15
- Subcampeón Supertaça Compal: 1

2012

## Jugadores destacados
| - João Gaspar - Axel Dench - Jimmy Mackey - Goran Terzic - Fred Perry - Niels Bjerregaard - Santiago Aldama - Rogelio Legasa - Emiliano Morales - José María Pedrera - Pelayo Suárez - Santiago Toledo - Nico Zurn - Ian Whyte - Anastacio Sami - João Abreu - Alberto Babo - Miguel Cardoso - Jorge Coelho - José Costa - Paulo Cunha - Mário Fernandes - Tó Ferreira - João Figueiredo - Fernando Gomes - Nuno Marçal - Júlio Matos | - Miguel Miranda - José Parente - Rui Pereira - Paulo Pinto - Jorge Quintela - João Rocha - Fernando Sá - João Santos - Rui Santos - Beto Vanzeller - Adam Allenspach - Chuck Bailey - Anthony Blakely - Julian Blanks - Christian Burns - Ricky Cadell - Harold Deane - Dale Dover - Dan Earl - Wayne Englestad - Chris Ensminger - Matt Fish - Reggie Geary - Fredy Gentry - Alonzo Goldston - Greg Grant - Kashif Hameed | - Blake Hamilton - Robert Harstad - Dustin Hellenga - Anthony Hill - Jeremy Hunt - Reginald Jackson - Robert Johnson - Terrance Johnson - Rahsaan Johnson - Tyrone Levett - Kevin Martin - Todd Merritt - Jared Miller - Toree Morris - Jason Murdock - Kevin Nixon - John Oates - Lorenzo Orr - Brandon Payton - Rashad Phillips - Reed Rawlings - Shawn Simpson - T.J.Sorrentine - Gregory Stempin - Ed Stokes - Julian Terrell - Marcus Watts | - John Whorton - Rayford Young - / Paulo Ferreira - / João Gallina - / Carlos Andrade - / Elvis Évora - / Rodrigo Mascarenhas - / Kojo Mensah-Bonsu - / Romualdo Vieira - / Adrián Laborda - / Sean Ogirri - / Francisco Machado - / Augusto Matos - / Charles Payton - / Marques Houtman - / Scott Stewart - / Kevin Vulin - / Arnette Hallman - / Jim Cantamessa - / Ryan Lexer - / Heshimu Evans - / Brice Fantazia - / Ian Stanback - / Lee Stringfellow |